# Vishnupant Govind Damle

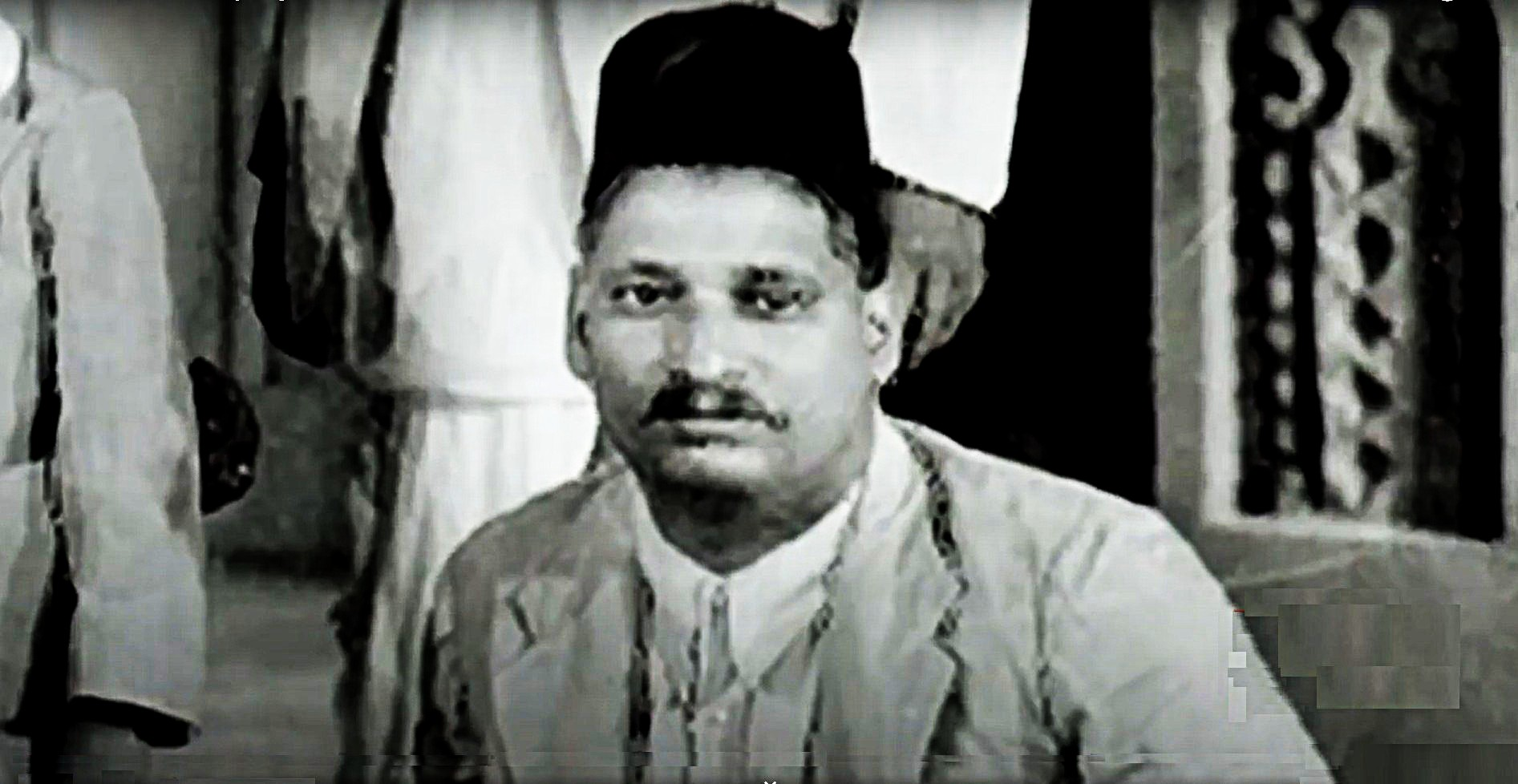
Vishnupant Govind Damle

Vishnupant Govind Damle (Marathi: विष्णुपंत गोविंद दामले Viṣṇupant Govind Dāmale; * 14. Oktober 1892 in Pen, Bombay, Britisch-Indien; † 5. Juli 1945 in Pune) war ein indischer Szenenbildner, Kameramann, Filmregisseur und Toningenieur des marathischen Films.

## Leben
Damle wurde im Distrikt Raigad im heutigen indischen Bundesstaat Maharashtra geboren. Er erlernte das Handwerk des Bühnenmalers bei Anandrao Painter, einem Cousin von Baburao Painter, mit dem er 1918 einer der Mitgründer der Maharashtra Film Company war. Er arbeitete dort als Dekorateur, Set Designer, Darsteller und Kameramann und in der Filmentwicklung. Zu seinen Kollegen gehörte Sheikh Fattelal, mit dem Damle bis zu seinem Tod eng zusammenarbeitete. Gemeinsam hatten sie 1928 ihr Regiedebüt mit dem Stummfilm Maharathi Karna.
1929 verließ Damle die Maharashtra Film Company und gründete mit V. Shantaram, Fattelal, Keshavrao Dhaiber und Sitarampant Kulkarni die Prabhat Film Company. Dort war er Leiter der Tonabteilung und führte die Playbacktechnik in den marathisprachigen Film ein. Gelegentlich trat er auch als Produzent auf, so bei Shantarams Kunku (Marathi)/Duniya Na Mane (Hindi) (1937).
Als Regisseur schuf Damle bei Prabhat mit Fattelal „Heiligen“-Filme, wie Sant Tukaram (1936), der auch auf dem 5. Filmfestival in Venedig gezeigt wurde und dort eine besondere Erwähnung erhielt. Bei seinem letzten Film Sant Sakhu (1941) war außer Fattelal auch Raja Nene Ko-Regisseur. Nachdem Shantaram 1942 Prabhat verlassen hatte, übernahm Damle das Management der Filmgesellschaft, war dabei jedoch erfolglos.

## Filmografie (Regie)
- 1928: Maharathi Karna
- 1936: Sant Tukaram
- 1938: Gopal Krishna
- 1940: Sant Dnyaneshwar
- 1941: Sant Sakhu